# راب هالس
راب هالس (انگلیسی: Rob Hulse؛ زادهٔ ۲۵ اکتبر ۱۹۷۹) یک بازیکن فوتبال اهل بریتانیا است.